# أندريا تابانيلي
اندريا تابانيلي (بالإيطالية: Andrea Tabanelli)‏ (2 فبراير 1990 برافينا في إيطاليا - ) هو لاعب كرة قدم إيطالي في مركز الوسط. لعب مع ليدز يونايتد ونادي بيزا ونادي تشيزينا ونادي كالياري وAC Bellaria Igea Marina ‏ وAC Giacomense ‏.

## وصلات خارجية
- اندريا تابانيلي على موقع قاعدة بيانات كرة القدم.إي يو (الإنجليزية)
- اندريا تابانيلي على موقع Soccerbase.com (لاعب) (الإنجليزية)
- اندريا تابانيلي على موقع Soccerway.com (الإنجليزية)
- اندريا تابانيلي على موقع AS.com (الإسبانية)